# 山﨑一輝
山﨑 一輝（やまざき いっき、1972年〈昭和47年〉12月12日 - ）は、日本の政治家。自由民主党所属の東京都議会議員（5期）。父親は江東区長を務めた山崎孝明。

## 経歴
東京都江東区出身。江東区立第四砂町小学校、江東区立第二南砂中学校、東海大学付属浦安高等学校、東海大学体育学部体育学科中退後、会社員、東京都議会議員秘書、父親の山﨑孝明江東区長の秘書を経て、2009年に東京都議会議員に初当選。東京都議会においては、財政委員会委員長、豊洲市場移転問題特別委員会委員長を歴任。
自民党においては、江東総支部青年部長、都連青年部長を経験。東京都議会自由民主党においては、副幹事長、副政調会長、副総務会長を経て、政調会長代行。

### ゴルフ場私物化問題
2023年3月23日、「日本一予約が取りにくい」とされる都立ゴルフ場「若洲リンクス」（江東区）をめぐって、父親の山崎孝明江東区長（当時）ともども、「別枠」で頻繁に特別優先利用している「私物化」の疑惑が『文春オンライン』により報じられる。
取材に対して、一輝は、記事の事実の一部を否定しつつ、少なくとも年7回、9回のプレーをしていることを自ら認めた。

### 2023年江東区長選挙
2023年3月27日、任期満了に伴う江東区長選挙へ5選出馬を表明していた父の山﨑孝明は病院に救急搬送され入院。入院先から電話で、一輝に「区長選には出られない」と伝えた。同日に開かれた孝明の支援者向けの決起集会で、一輝は、孝明が健康上の理由で区長選への立候補を取りやめることを明かした。翌28日、自民党の江東区議会議員は全員一致で、一輝に区長選へ立候補を要請すると決めた。4月12日、孝明が膀胱がんによる急性腎不全のため死去。同日、一輝は正式に出馬表明をした、区長選挙の立候補届出に伴い、告示日となる同月16日付で公職選挙法の規定に基づき、都議会議員を退職（自動失職）となった。
同年4月23日、投票。4月24日、開票。前自民党衆議院議員の木村弥生が初当選し、一輝は次点で落選した。

### 区長選以降
その後、木村が公職選挙法違反疑惑に伴う引責により、任期始期から約半年後の2023年10月26日に辞職願を提出（同年11月15日付で辞職）したことに伴い、同年10月31日に江東区選挙管理委員会は木村の辞職に伴う区長選挙の日程を『12月3日告示・10日投開票』と決定した。同年11月17日、山﨑は報道陣の取材に応じ、自身の出馬を否定し、女性の都庁関係者を擁立する方針を明らかにした。同日、東京都は都政策企画局政策担当部長の大久保朋果の11月20日付の退職を発表。大久保が自民党の支援を受けて立候補する方向で最終調整していることが明らかとなった。選挙の結果、自民党などの推薦を受けた大久保が初当選した。
その後、自身の退職によって生じた欠員を補充する、2024年7月7日執行の東京都議会議員江東区補欠選挙に自民党公認で立候補したが、前述の大久保が当選した江東区長選に立候補していた元江東区議会議員で無所属（自由を守る会推薦）の三戸安弥に約1万2000票差で敗れ2位で落選し、この補選で都議に復帰できなかった。
2025年6月22日執行の東京都議会議員選挙では、都議会自民党の政治資金パーティー収入の不記載問題に際して、山﨑は幹事長経験者であるため非公認となったが、定数4に対し4位で当選。

## 不祥事
2024年12月、自民党の政治資金パーティー収入の裏金問題に関連し、都議会自民党において、同会派が開いた政治資金パーティーの収入の一部が政治資金収支報告書に記載されていなかった問題が表面化した。2025年1月23日、都議会自民党は政治資金パーティー券収入を収支報告書に記載していなかった都議ら26人の氏名とそれぞれの不記載額を公表し、山﨑は16万円の不記載があったとして公表された。山﨑は幹事長経験者であるため、同年6月執行の東京都議会議員選挙では非公認となった。

## 出演

### TV
NHK
- 『ドキュメント72時間』
  - 「眠らないパン屋 聖夜の贈り物」（2018年1月19日付）[21]